# Septembernote
Die Septembernote vom 9. September 1946 bezeichnet eine diplomatische Note der britischen an die dänische Regierung hinsichtlich der staatsrechtlichen Verfasstheit Südschleswigs.

## Geschichte
Südschleswig stellt den südlichen Teil des früheren Herzogtum Schleswigs dar, das bis 1864 ein Lehen Dänemarks gewesen war, nach dem Deutsch-Dänischen Krieg 1864 von Preußen annektiert und nach einer Volksabstimmung in Schleswig 1920 schließlich in das bis heute dänische Nord- und das deutsche Südschleswig geteilt wurde. Sprachlich-kulturell ist Schleswig sowohl von deutscher, dänischer als auch von nordfriesischer Sprache geprägt, wobei das Dänische und Friesische ab der Frühen Neuzeit in den südlicheren Teilen Schleswigs im Rahmen eines Sprachwechsels vom (Hoch-)Deutschen als Umgangssprache abgelöst wurden. Der deutsch-dänische Konflikt um Schleswig führte im 19. Jahrhundert zu zwei größeren Kriegen und war bis weit in das 20. Jahrhundert ein bestimmendes Thema. Nach dem Ende des Zweiten Weltkrieges und dem Zusammenbruch der NS-Diktatur gab es in Südschleswig einen großen Zulauf zur dänischen Minderheit und entsprechende Forderungen nach einer Wiedervereinigung des Landesteils mit Dänemark. Auch in der dänischen Öffentlichkeit gab es Unterstützung für einen möglichen Anschluss Südschleswigs. Bis zum Januar 1946 hatten bereits eine halbe Million Bürger einen entsprechenden Aufruf unterschrieben und eine Umfrage im gleichen Monat zeigt, dass sich 75 % der dänischen Bürger für eine erneute Volksabstimmung in Schleswig aussprachen. Die dänische Befreiungsregierung hatte jedoch schon am 9. Mai 1945 verkündet, dass der Grenzverlauf von 1920 nicht verändert werden solle.
Die britische Regierung, in deren Besatzungszone Südschleswig lag, erklärte das Problem angehen zu wollen. In der Zwischenzeit hatte auch die Sowjetunion der dänischen Regierung zu erkennen gegeben, dass sie einen möglichen Anspruch Dänemarks auf Südschleswig stützen würden. Faktisch war die dänische Seite jedoch zutief uneinig über das weitere Vorgehen in der Südschleswig-Frage. Regierung und Opposition in Kopenhagen einigten sich zumindest auf ein Memorandum, das die Sicherung der kulturellen und politischen Rechte der dänischen Südschleswiger sowie die Entfernung der ostdeutschen Vertriebenen forderte. Dies führte schließlich zur britischen Septembernote vom 9. September 1946. Hierin machte die britische Seite deutlich, dass sie sich jede Einmischung in die Politik betreffend der britischen Besatzungszone verbat. Zugleich eröffnete die Septembernote jedoch auch die Möglichkeit einer erneuten Grenzrevision. Die britische Regierung bot konkret einen Bevölkerungsaustausch der beiden Minderheiten oder eine Grenzverschiebung mit oder ohne vorherige Volksabstimmung an. Mit der Septembernote setzte die britische Seite die dänische Regierung unter Druck in der Südschleswig-Frage einen festen Standpunkt einzunehmen. Am 19. Oktober erklärte die Kopenhagener Regierung in der sogenannten Oktobernote schließlich, dass das nationale Selbstbestimmungsrecht der dänischen Südschleswiger gewahrt werden müsse, eine Änderung der nationalen Zugehörigkeit des Landesteils jedoch nicht beabsichtigt sei, womit einer möglichen Änderung der Grenze nach dem Zweiten Weltkrieg endgültig eine Absage erteilt wurde.

## Dokumente
- Septembernote (dän.)
- Oktobernote (dän.)